# Crepidomanes kurzii
Crepidomanes kurzii är en hinnbräkenväxtart som först beskrevs av Richard Henry Beddome, och fick sitt nu gällande namn av Tag. och Iwatsuki. Crepidomanes kurzii ingår i släktet Crepidomanes och familjen Hymenophyllaceae. Inga underarter finns listade.